# Apeadeiro de Ferradosa
O apeadeiro de Ferradosa é uma interface da Linha do Douro, que serve a localidade de Ferradosa, no concelho de São João da Pesqueira, em Portugal.

## Descrição

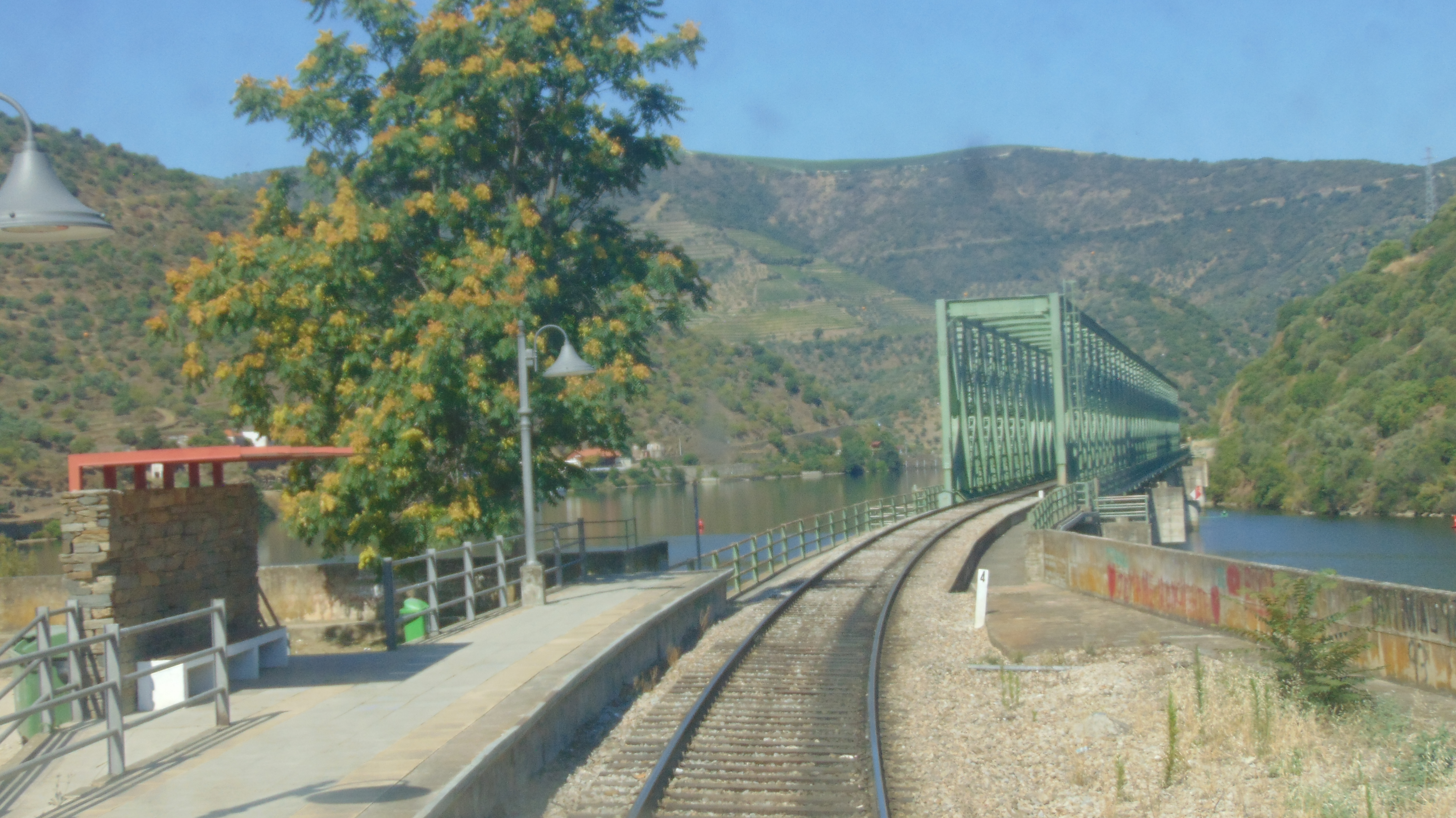
O apeadeiro de Ferradosa no enfiamento da ponte homónima, em 2021.

### Localização e acessos
Esta interface dista cerca de dois quilómetros para nordeste da sede de freguesia local e povação mais próxima, situando-se a instalação portuária homónima (Marina de Ferradosa) pouco mais de um quilómetro para poente.

### Infraestrutura
Como apeadeiro numa linha de via única, esta interface tem uma só plataforma, que tem 154 m de comprimento e 50 cm de altura.

### Serviços
Em dados de 2023, esta interface é servida por comboios de passageiros da C.P. de tipos regional e inter-regional, com seis circulações diárias em cada sentido, entre Pocinho e Régua ou Porto-Campanhã ou Porto - São Bento.

## História
Esta interface foi construída para substituir a antiga estação homónima, que foi encerrada quando o traçado da linha férrea foi alterado, devido à construção da Barragem da Valeira, inaugurada em 1976.